# Одайник Микола Миколайович
Мико́ла Микола́йович Ода́йник (нар. 8 травня 1954, село Яланець, Томашпільський район, Вінницька область) — український політик. Колишній народний депутат України.

## Освіта
Закінчив Київський інженерно-будівельний інститут за спеціальністю інженер-будівельник.

## Кар'єра
- 1973–1974 — штамповник заводу «Дормаш», місто Київ.
- 1974–1976 — служба в армії.
- З 1976 — студент, технік, інженер, старший інженер, молодший науковий працівник, старший науковий працівник науково-дослідного сектору катедри експлуатації та ремонту будівельних машин Київського інженерно-будівельного інституту.
- З 1996 — директор громадсько-садового товариство «Дніпро».
- З 1998 — голова КСП «Хлібороб», село Яланець.
- З 2000 — директор СТОВ «Яланське», село Яланець.

Депутат Вінницької облради (2002–2006).
Член президії Ради Народного Союзу «Наша Україна» (березень — листопад 2005); член Ради НС «Наша Україна» (березень 2005–2007). Почесний президент Тендерної палати України (2005–2006).

## Парламентська діяльність
Народний депутат України 4-го скликання з 3 вересня 2002 до 25 травня 2006 від виборчого округу № 18 Вінницької області, самовисування. «За» 43.55 %, 11 суперників. На час виборів: директор СТОВ «Яланецьке», безпартійний. Член фракції «Наша Україна» (з вересня 2002), уповноважений представник фракції «Наша Україна» (з березня 2005). Член Комітету з питань аграрної політики та земельних відносин.
Народний депутат України 5-го скликання з 25 травня 2006 до 23 листопада 2007 блоку «Наша Україна», № 53 в списку. На час виборів: народний депутат України, член НСНУ. Член фракції Блоку «Наша Україна» (з травня 2006). Член Комітету з питань аграрної політики та земельних відносин (з липня 2006).

## Сім'я
Народився в сім'ї колгоспників. Одружений, має двох синів.